# Чижев (гмина)
Чижев (пол. Czyżew) — сельская гмина (волость) в Польше, входит как административная единица в Высокомазовецкий повет Подляского воеводства. Население — 6600 человек (на 2011 год).

## История
С 1973 по 2010 год гмина носила название Чижев-Осада, центр гмины был расположен в одноимённой деревне, которая ныне является частью города Чижев, образованного путём объединения нескольких деревень с 1 января 2011 года.

## Демография
Данные по переписи 2011 года:
| Перепись            | Всего | Мужчины | Женщины |
| ------------------- | ----- | ------- | ------- |
| Всего               | 6600  | 3337    | 3263    |
| Городское население | 3337  | 1295    | 1332    |
| Сельское население  | 3975  | 2044    | 1931    |

## Поселения
1. Брулино-Коски
2. Брулино-Пивки
3. Чижев-Храпки
4. Чижев-Поцеево
5. Чижев-Русь-Колёня
6. Чижев-Русь-Весь
7. Чижев-Седлиска
8. Чижев-Сутки
9. Чижев-Косцельны
10. Домброва-Херубины
11. Домброва-Киты
12. Домброва-Михалки
13. Домброва-Нова-Весь
14. Домброва-Шатанки
15. Домброва-Велька
16. Дмохы-Глинки
17. Дмохы-Мрозы
18. Дмохы-Родзонки
19. Дмохы-Вохы
20. Дмохы-Выпыхы
21. Годлево-Колёня
22. Годлево-Пентаки
23. Язвины-Кочоты
24. Качин-Хербасы
25. Кшечково-Громадзын
26. Кшечково-Мяновске
27. Кшечково-Нове-Беньки
28. Кшечково-Старе-Беньки
29. Кшечково-Шепеляки
30. Михалово-Вельке
31. Олдаки-Магна-Брок
32. Росохате-Косьцельне
33. Росохате-Нартолты
34. Сенница-Клявы
35. Сенница-Липусы
36. Сенница-Петраше
37. Сенница-Шиманки
38. Сенница-Свенхы
39. Старе-Залесе
40. Стары-Качин
41. Стоково-Шершене
42. Шульбоже-Козы
43. Свенцк-Струмяны
44. Залесе-Стефаново
45. Зарембы-Биндуги
46. Зарембы-Гуры-Лесьне
47. Зарембы-Скурки
48. Зарембы-Свенхы

## Соседние гмины
1. Гмина Анджеево
2. Гмина Богуты-Пянки
3. Гмина Клюково
4. Гмина Нур
5. Гмина Шепетово
6. Гмина Шульбоже-Вельке
7. Гмина Высоке-Мазовецке
8. Гмина Замбрув